# Laurie Greenland
Laurie Greenland, né le 18 février 1997, est un cycliste britannique spécialiste de la descente VTT.

## Palmarès

### Championnats du monde
- Hajfell 2014
  -  Médaillé d'argent de la descente juniors
- Vallnord 2015
  -  Champion du monde de descente juniors
- Val di Sole 2016
  -  Médaillé d'argent de la descente
- Lenzerheide 2018
  - 7e de la descente
- Fort William 2023
  -  Médaillé de bronze de la descente

### Coupe du monde
- Coupe du monde de descente
  - 2018 : 5e du classement général
  - 2019 : 7e du classement général, vainqueur d'une manche
  - 2021 : 7e du classement général
  - 2022 : 6e du classement général
  - 2023 : 13e du classement général
  - 2024 : 26e du classement général

### Championnats de Grande-Bretagne
- 2014
  -  Champion de Grande-Bretagne de descente juniors